# اسکار د لا اویا
اسکار ده لا اویا (اسپانیایی: Oscar De La Hoya‎؛ زادهٔ ۴ فوریهٔ ۱۹۷۳) یک بوکسور حرفه‌ای است. وی در لس آنجلس آمریکا و در خانواده‌ای از اهالی بوکس به دنیا آمد. او در سال‌های ۱۹۹۲ تا ۲۰۰۸ در رقابت‌های بوکس شرکت داشته‌است. او شهروند دوگانه آمریکا و مکزیک است. او در رقابت‌های المپیک سال ۱۹۹۲ بارسلونا، نماینده آمریکا در رشته بوکس بود و توانست در دسته سبک وزن مدال طلای مسابقات را از آن خود کند. حضور او در این مسابقات مدت کوتاهی پس از فارغ‌التحصیلی وی از دبیرستان جیمز آی. گارفیلد کالیفرنیا بود.